# Іскра (Курманський район)
І́скра (крим. İskra, раніше — Костьольчик, крим. Kostölçık) — село Курманського району Автономної Республіки Крим.
Відстань від райцентру до населеного пункта становить 27 кілометрів по прямій.
У 2023 році у проєкті Постанови Верховної Ради України «Про перейменування деяких населених пунктів Автономної Республіки Крим» село запропоновано перейменувати на Костельчик.